# Manoir du Granil
Le manoir du Granil est situé à Theix-Noyalo en France.

## Localisation
Le manoir est situé sur le territoire de la commune de Theix-Noyalo, au lieu-dit le Granil, dans le département du Morbihan en région Bretagne.

## Description
Le manoir date des XVe et XVIIe siècles. Édifice dans une cour fermée, plan allongé, à un étage carré et un étage de comble, construit en moellons sans chaîne en pierre de taille de granite. Toiture recouverte d'ardoises, pignons couvert et découvert. Escalier demi-hors-œuvre : escalier en équerre en maçonnerie ; escalier droit en charpente.

## Historique
Manoir appartenant au XVe siècle à la famille le Baron : partie ouest du logis (salle sous charpente et chambres) première moitié du XVe siècle, traces d'arrachement sans doute des latrines sur le corps ouest, au sud ; rallongé vers l'est d'une salle sous charpente dans la seconde moitié du XVe siècle, peut être après le mariage de Marguerite le Baron, avec François de Chamballan qui en 1477 est de la maison du duc de Bretagne ; premier logis devenu métairie lors de la construction sans doute au milieu du XVIIe siècle d'un corps de logis en prolongement des précédents vers l'est ; baies en partie ou totalement obturées peut être au XIXe siècle (premier corps de logis). Jardin du XVIIe siècle avec à l'angle sud-ouest une fabrique de jardin et un lavoir aujourd'hui disparu sur l'étang de Noyalo ; étable du XVIIIe siècle au nord-ouest de la cour.
Il est inscrit à l'inventaire général du patrimoine culturel.